# La Bonne Planque

La Bonne Planque est une pièce de boulevard française en trois actes de Michel André, créée le 10 février 1962 au Grand-Théâtre de Rennes et reprise à Paris le 28 septembre 1962 au théâtre des Nouveautés dans une mise en scène de Roland Bailly.

## Argument
Émile et Fredo sont deux truands qui viennent de commettre un vol à main armée dans une banque parisienne. Pour échapper à la police, Émile, accompagné de son amie Lulu, se réfugie dans l'appartement d'un paisible fonctionnaire du ministère de l'Agriculture. « Je me suis renseigné, c'est un cornichon ! » dit Émile.
Le cornichon en question est Antoine Perrin, fonctionnaire au ministère de l'Agriculture et musicien amateur du groupe Les Joyeux Colibris. Afin d'éviter que le maître des lieux ne reçoive « un coup sur la cafetière », Lulu se propose de le séduire. Elle est ensuite contrainte de s'incruster chez lui, car l'immeuble est surveillé et il est impossible d'en sortir avec le butin… Elle en devient finalement amoureuse. Entre-temps, s'interpose la maîtresse d'Antoine, Fernande, une nymphomane qui est la femme de son meilleur ami, l'inspecteur de police Péquinet.

## Distribution
- Bourvil : Antoine Perrin
- Pierrette Bruno : Lucienne Trouchu dite Lulu
- Robert Rollis : Émile alias Gustave
- Roland Bailly : Fredo
- Alix Mahieux : Fernande Péquinet
- Albert Michel : l'inspecteur Péquinet
- Max Desrau : Legrand, le radio-reporter

- Mise en scène : Roland Bailly
- Scénographie : Philippe André
- Musique originale : Étienne Lorin

## Citations
- « J'ai le cœur fragile ! Tuez quelqu'un d'autre, moi je ne pourrais pas le supporter. »
- « — Moi qui te prenais pour un gentleman
— T'as jamais vu un gentleman qui plaque une môme ? »
- « Ah, c'est le cocu ! »
- « Jusqu'à présent, vous n'aviez arrêté que l'autobus. »
- « — Vous venez de tirer sur moi.
— Mais non. J'ai tiré sur quelque chose qui bougeait dans le couloir.
— Eh bien c'était moi !
— Vous ? Mais je vous avais dit de ne pas bouger !
— Vous me tirez dessus, ça fait bouger, forcément. »
- « Je tire vite, mais je tire mal. La preuve : je vous ai manqué ! »
- « Le hold-up, c'est pas l'agriculture. »

## Autour de la pièce
Enregistrée pour la télévision belge au théâtre du Vaudeville de Bruxelles en 1964 dans le cadre des Tournées Charles Baret, la pièce fut diffusée pour la première fois à la télévision belge francophone le 30 avril 1964 puis à la télévision Suisse romande le 31 décembre 1964 et à la télévision française le 27 février 1965, lors de grèves qui obligèrent l'ORTF à acheter des programmes à la télévision belge, la RTB. 
Le succès de cette diffusion donna l'idée à Pierre Sabbagh de lancer la collection Au théâtre ce soir l'année suivante.

## Nouvelle adaptation
En 2003, Francois Pirette adapte la pièce en donnant le rôle d'Antoine Perrin à Pierre Aucaigne.